# Adam Remmele
Adam Remmele (Altneudorf, 18 dicembre 1877 – Friburgo in Brisgovia, 9 settembre 1951) è stato un politico e sindacalista tedesco, membro della SPD.
Fu anche membro del parlamento regionale del Baden, membro del Reichstag, ministro e presidente dello Stato libero di Baden.

## Biografia
Adam Remmele, nato il 26 dicembre 1877 a Altneudorf (vicino a Heidelberg) e deceduto il 9 settembre 1951 a Friburgo era un politico della SPD (Partito Socialdemocratico di Germania), sindacalista, membro del parlamento regionale del Baden, membro del Reichtag, Ministro e Presidente dello Stato libero di Baden.

## Vita e opera fino al 1918
Adam Remmele, figlio di un mugnaio, imparò il mestiere del padre. Insieme a suo fratello più giovane, Hermann - che divenne leader della KPD (partito comunista di Germania) dopo la Prima Guerra Mondiale - entrò a far parte della SPD e dei sindacati nel 1894. Nel 1900 divenne presidente del Cartello Sindacale di Ludwigshafen (vicino a Mannheim) e dal 1903 responsabile dell'Ufficio di Collocamento in loco. Tra il 1906 ed il 1908 divenne Vicepresidente del Consiglio di Amministrazione dell'Unione dei Mugnai.  A partire dal 1902 divenne anche funzionario della Federazione dell'Associazione dei Consumatori. Dal 1908 al 1918 fu redattore del giornale socialdemocratico Volksstimme (Voce del Popolo) a Mannheim. Dal 1911 fu anche membro del Consiglio Comunale.

## Attività tra il 1918 e il 1933

### Deputato
Adam Remmele partecipò attivamente tra il 1918 ed il 1919 al movimento consigliare in Baden e divenne vicepresidente dell'Assemblea Nazionale di Baden nel 1919. Fino al 1927 fu membro  del Parlamento regionale (Land Baden) e tra il 1928 e 1933 presenziò anche al Reichstag.

### Membro del governo
Da quello stesso anno ricoprì vari incarichi ministeriali nel governo regionale del Baden: dal 1919 al 1929 fu Ministro degli Interni, dal 1925 al 1926 anche Ministro della Cultura e dal 1929 fino al 1931 fu contemporaneamente in carica per la Cultura e la Giustizia. Negli anni 1922/23 e 1927/28 fu il Presidente della regione Baden e pertanto capo dei gabinetti Remmele I e Remmele II.

### Cooperativa al consumo
Nel 1925 Adam Remmele fu eletto nel Comitato dell'Unione Centrale dei Consumatori (Amburgo) e nel Comitato delle Società Editrici delle Associazioni dei Consumatori. Nel 1932 divenne membro del Comitato Esecutivo dell'Unione Centrale delle Associazioni dei Consumatori, con sede ad Amburgo.

## Periodo del nazionalsocialismo
Dopo la presa di potere dei nazisti, Adam Remmele fu arrestato ad Amburgo il 3 maggio 1933. Inizialmente fu portato in un carcere locale, poi da lì, fu trasferito nella capitale del Baden, Karlsruhe, al fine di umiliarlo pubblicamente. Insieme ad altri esponenti politici dello Stato Socialdemocratico, Adam Remmele fu portato, prima di essere consegnato al campo di concentramento di Kislau, in una vettura della polizia aperta attraverso il Centro della Città, passando davanti al Parlamento e al Dipartimento di Stato, in modo da ridicolizzarlo davanti ai sostenitori del Nazismo.
Al contrario di molti altri socialdemocratici che furono rilasciati in tempi relativamente brevi, Adam Remmele restò nel campo di concentramento fino al 1934. Dopo la sua liberazione visse come uomo d'affari autonomo ad Amburgo. In relazione all'attentato fallito contro Hitler del 20 luglio 1944 fu nuovamente arrestato per qualche tempo nell'ambito dell'Azione Gitter nel luglio 1944.

## Attività nel Dopoguerra
A partire dal 1945 Adam Remmele sì impegnò per la ricostruzione della cooperativa dei consumatori. Inizialmente rappresentò la cooperativa dei consumatori nel Ministero Centrale dell'Economia nella Zona Britannica ed il relativo Consiglio Consultivo per le Cooperative.
Il giorno della Cooperativa del Consumo, il 26/27 marzo 1947 ad Amburgo, fu eletto membro a tempo pieno del Consiglio dell'Unione Centrale delle Cooperative tedesche del Consumo e del Consiglio di Amministrazione della Società per gli Acquisti all'Ingrosso per le Cooperative al Consumo Tedesche (GEG).
Il 31 marzo 1949 si ritirò in pensione. Negli anni 1948 e 1949 rappresentò il Partito Socialdemocratico (SPD) nel Consiglio Economico delle Zone Occidentali a Francoforte. Nel 1946 l'Università di Friburgo gli conferì nuovamente il titolo di Dr. Med. Hc, che gli era stato tolto nel 1935.
Nell'anno 1948 fu nominato cittadino onorario di Karlsruhe. Adam Remmele visse dal 1949 fino alla fine dei suoi giorni, pensionato, a Friburgo.

## Opere e Scritti (selezione)
- La posizione dei mugnai in Germania, Altenburg, 1906 (titolo originale: Die Lage der Mühlenarbeiter Deutschlands. Nach statist. Erhebungen d. Mühlenarbeiterverbandes.)
- Rivoluzione politica e ricostruzione del Land Baden. Un contributo alla storia politica del Baden, 1914/24. Karlsruhe, 1925 (titolo originale: Staatsumwälzung und Neuaufbau in Baden. Ein Beitrag zur politischen Geschichte Badens) .
- Proposte per la riforma del Reich e dei Länder, Karlsruhe, 1929 (titolo originale: Vorschläge für die Reichs- und Länder-Reform)
- Baden - dall'assolutismo allo Stato del Popolo, 1931 (titolo originale: Baden vom Absolutismus zum Volksstaat. Karlsruhe)
- La mangiatoia. Un confronto con i nazisti, Berlino 1931 (titolo originale: Die Futterkrippe. Eine Auseinandersetzung mit den Nationalsozialisten. J. H. W. Dietz)
- Le cooperative di consumatori nella ricostruzione, Offenbach, 1947 (titolo originale: Die Konsumgenossenschaften im Neuaufbau. Bellwerk-Verlag)

## Letteratura
Adam Remmele. Ein Leben für die soziale Demokratie. di Günter Wimmer Regionalkultur, Ubstadt-Weiher 2009, ISBN 978-3-89735-585-9